# コネチカット・カレッジ
コネチカット・カレッジ（Connecticut College）は、アメリカ合衆国コネチカット州ニューロンドンにある私立リベラル・アーツ・カレッジ。Conn Collegeとも呼ばれる。日本語では「コネチカット大学」と訳されることもあるが、州内のストアーズに本部キャンパスを置く州立総合大学のコネチカット大学（University of Connecticut）とは全く別の大学である。
同学は1909年にウェズリアン大学が女子への門戸を閉ざしたのに呼応して、1911年にコネチカット女子大学（Connecticut College for Women）として創立した。その後、1969年に男女共学化し、校名も現在のコネチカット・カレッジに改められた。
コネチカット・カレッジは50以上の専攻・副専攻プログラムを提供し、約1,800人の学生を抱えている。学生対教授の人数比は9:1、全講義の約3/4が20人以下の学生数で行われ、クラスサイズの平均は18人という、リベラル・アーツ・カレッジの特徴とも言える少人数制教育を徹底して行っている。同学はニューイングランド小規模大学体育カンファレンス（New England Small College Athletic Conference、NESCAC）に加盟しており、リトル・アイビーの1つ、ヒドゥン・アイビーの1つに数えられている。USニューズ&ワールド・レポート誌が毎年出している大学ランキングでは、全米のリベラル・アーツ・カレッジの中で50位以内に入っている。

## キャンパス

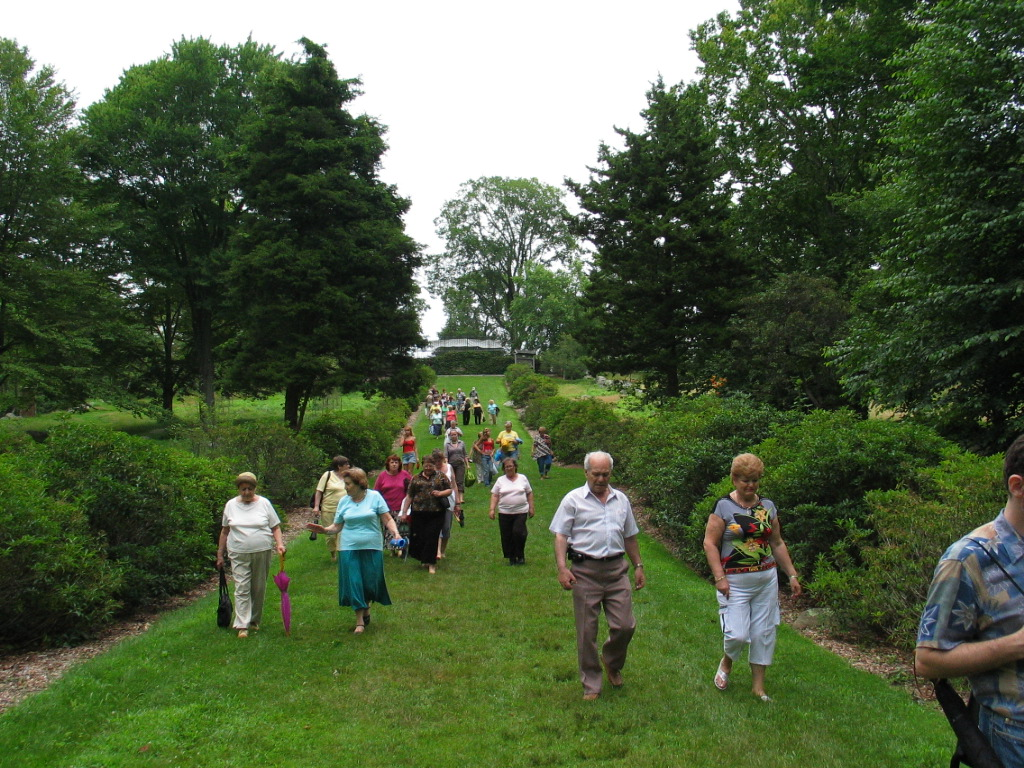
コネチカット・カレッジ植物園内を歩く見学客

コネチカット・カレッジはニューロンドン市中心部の北、沿岸警備隊士官学校の北隣、テムズ川西岸にキャンパスを構えている。キャンパスは750エーカー（303.5ha）の広さを有しているが、そのほとんどはコネチカット・カレッジ植物園となっており、校舎はキャンパス中央部に集中して建ち並んでいる。
校舎が建ち並ぶエリアの中心には、同学のメインの図書館であるチャールズ・E・シェイン図書館が建っている。そのすぐ東側には数棟の学生寮が建ち、その外側に校舎が建ち並んでいる。すぐ南側にはブラウンスタイン人文科学センターが建つ。同センターの南側はテンペル・グリーンという広場になっており、この広場の西側には学生寮が、また東側（大学正門側）にはニューロンドン・ホールなどの校舎のほか、パーマー講堂やカミングス芸術センターが建つ。また、キャンパス中央部の北端には、The Plexと呼ばれる、互いにつながっている6棟の学生寮が建っている。。
このエリアからモヒガン・アベニューを隔てた東側には、陸上競技場や体育館、プールなどの運動施設がまとまって建っている。その南側に広がる、キャロライン・ブラック・ガーデン（これも植物園の一部である）には、同学学生用のアパートがいくつか建っている。
キャンパス中央部の南端には、コネチカット・カレッジの施設ではないが、ライマン・アリン美術館が立地している。同館はルイス・カムフォート・ティファニーの作品群や、植民地時代から20世紀に至るまでのアメリカ合衆国の芸術作品、19世紀から20世紀初頭にかけての玩具や人形を常設展示している。また、このライマン・アリン美術館と大学正門のほぼ中間、カミングス芸術センターのすぐ東側には、やはり同学の施設ではないが、6-12年生の中高一貫で大学進学準備教育を行う私立の中等教育学校、ウィリアムズ・スクールが立地する。

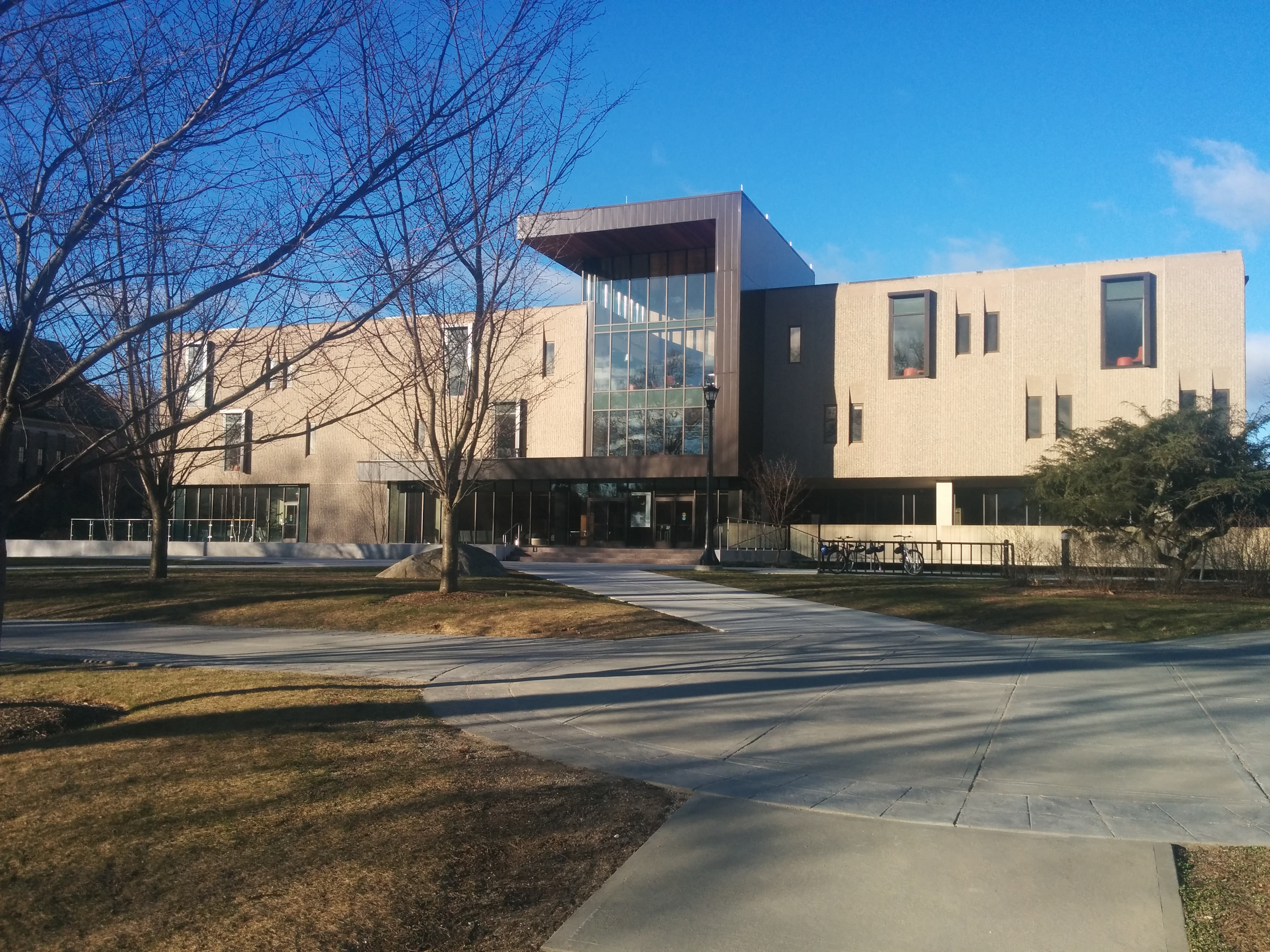
チャールズ・E・シェイン図書館
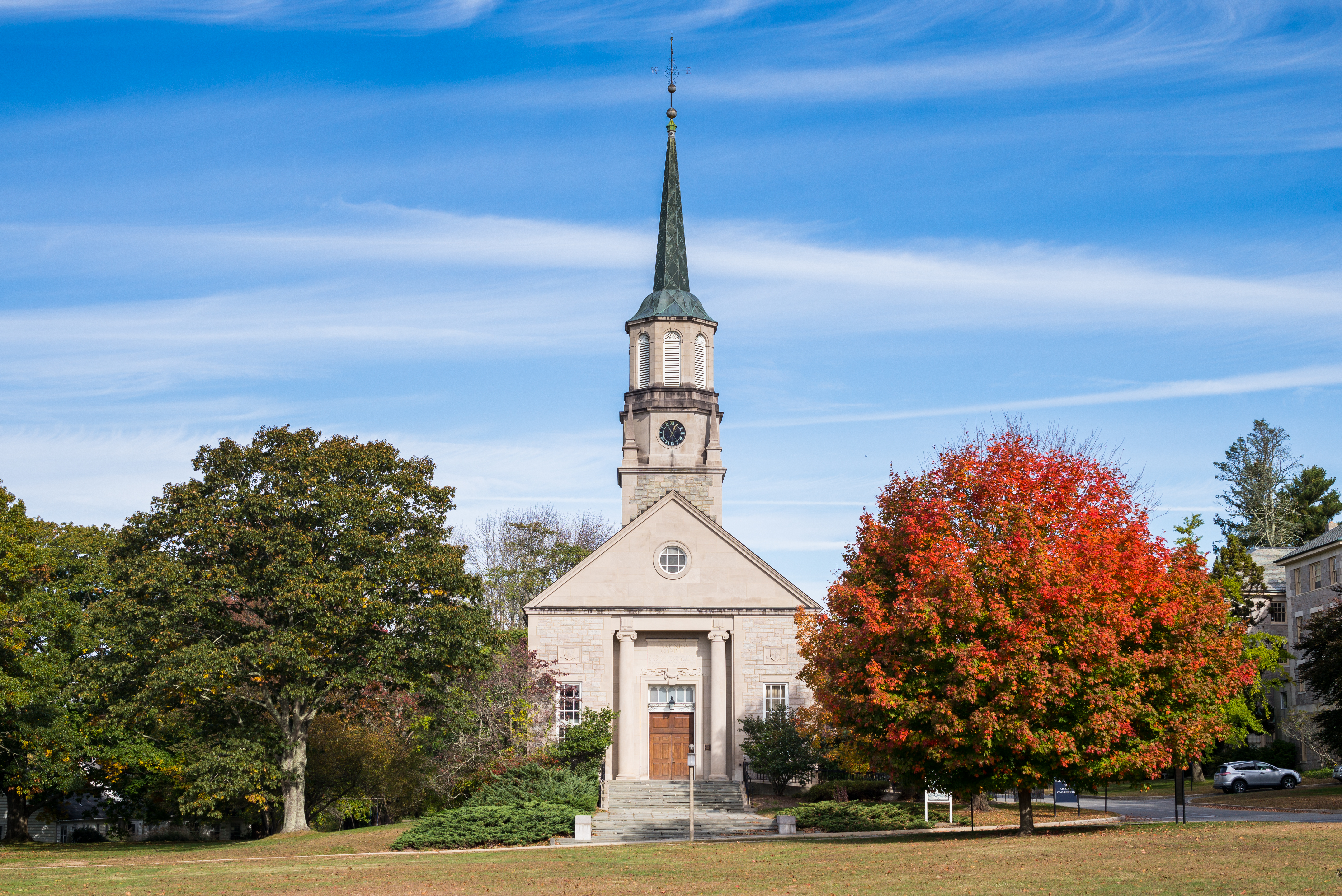
ハークネス・チャペル
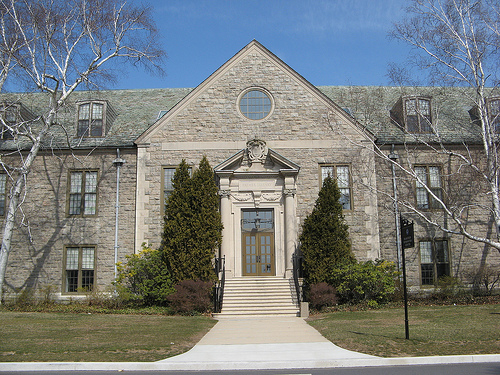
ブラウンスタイン人文科学センター
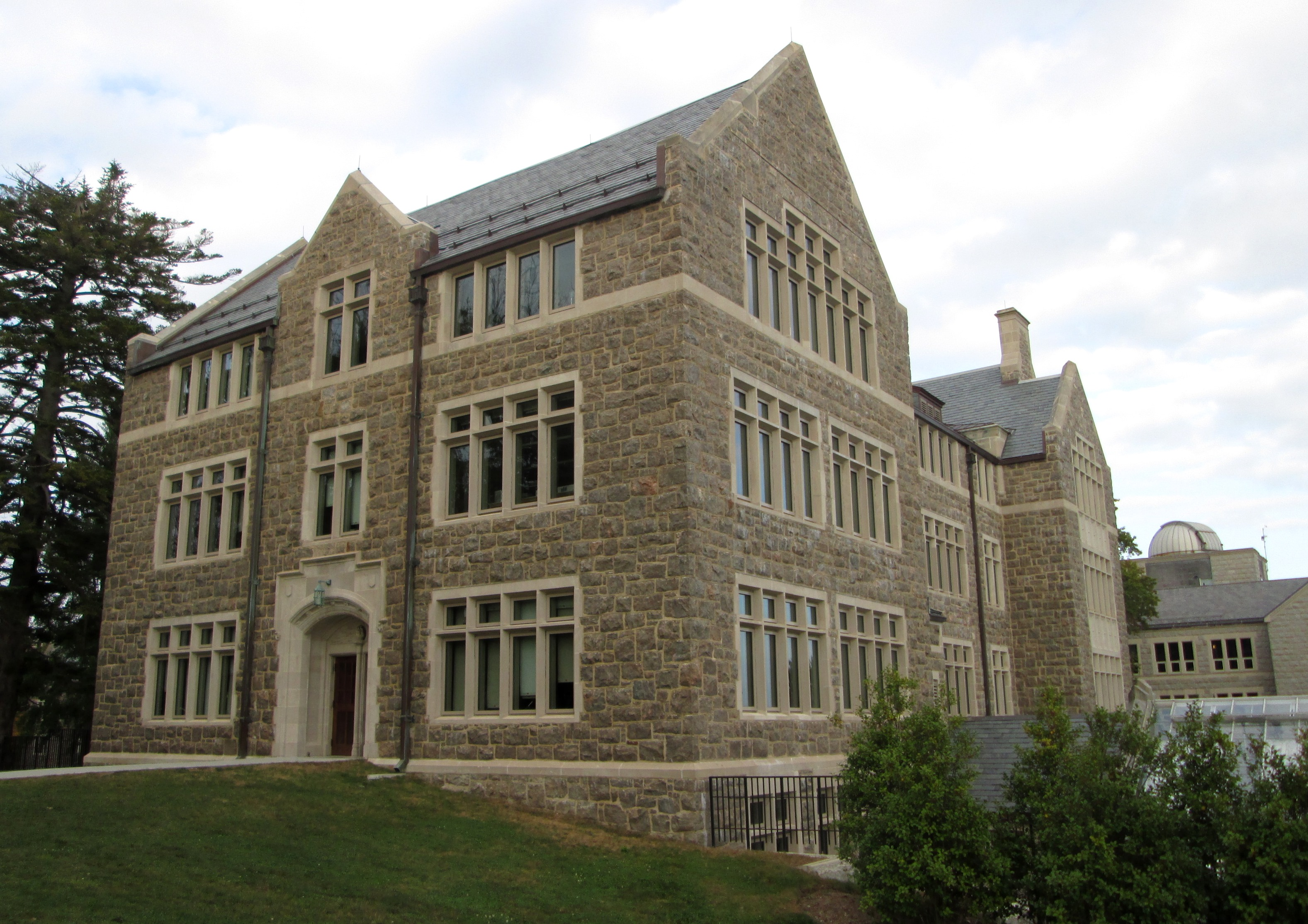
ファニング・ホール（手前）とニューロンドン・ホール科学センター（奥）
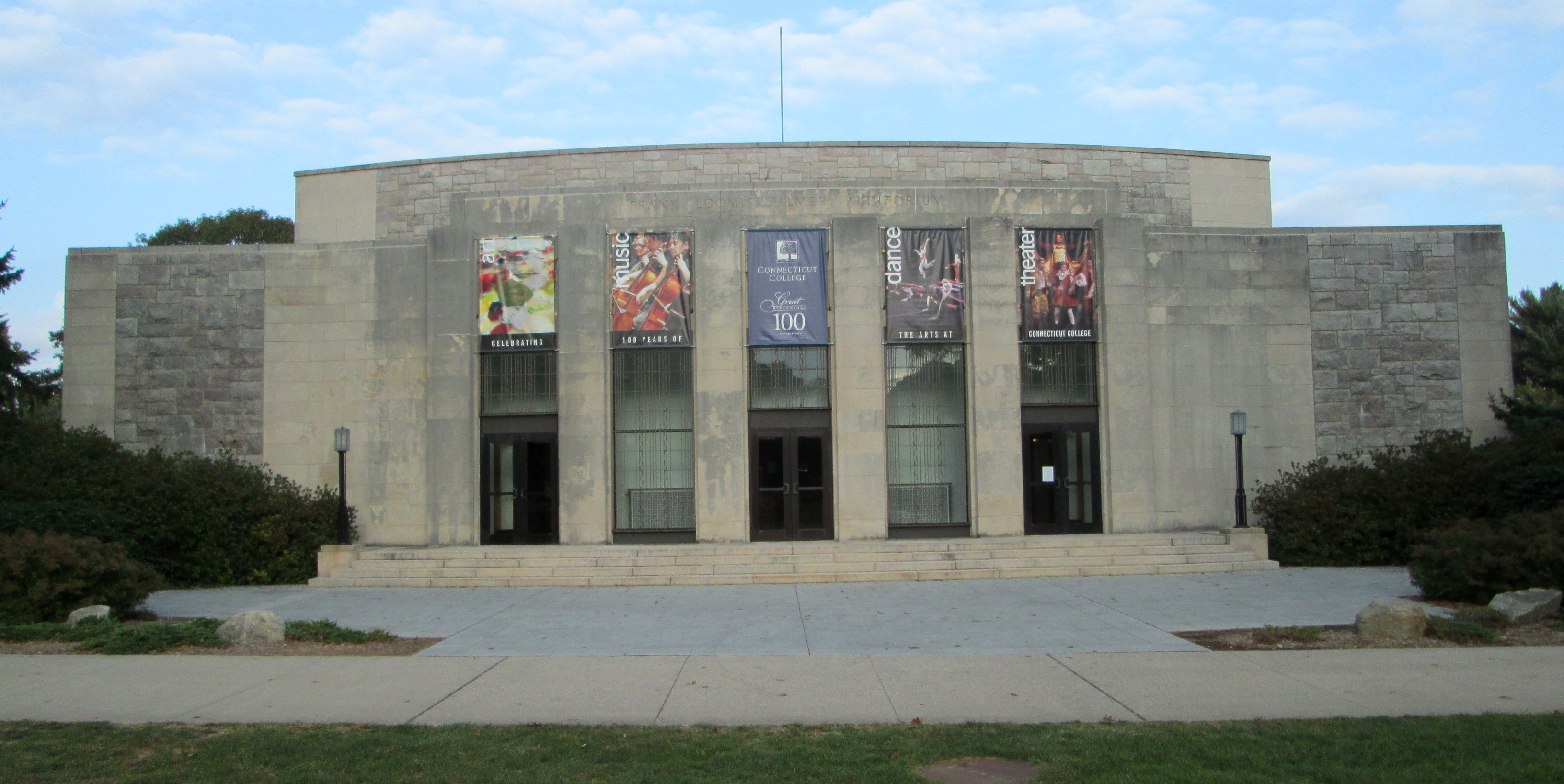
パーマー講堂
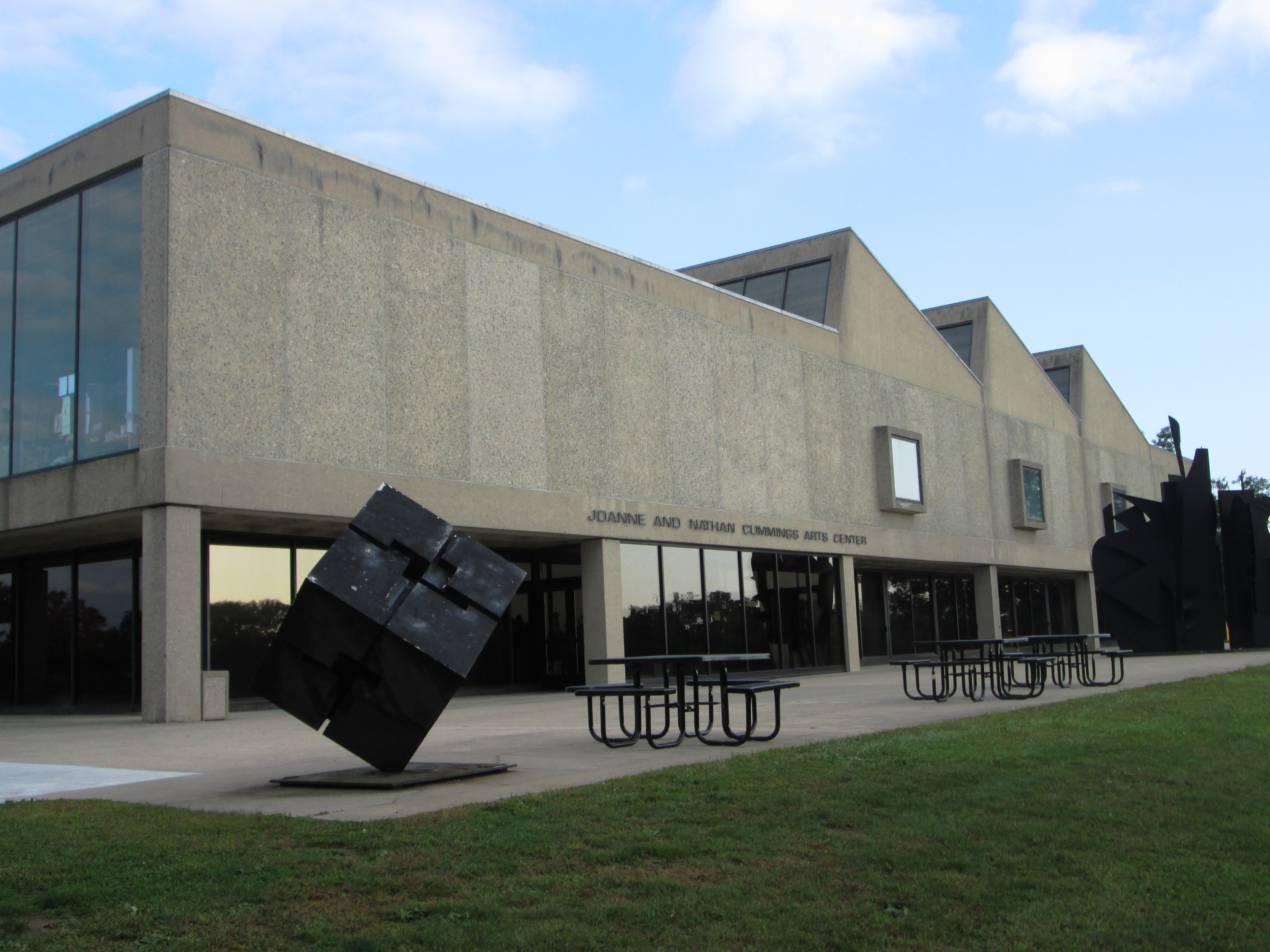
カミングス芸術センター
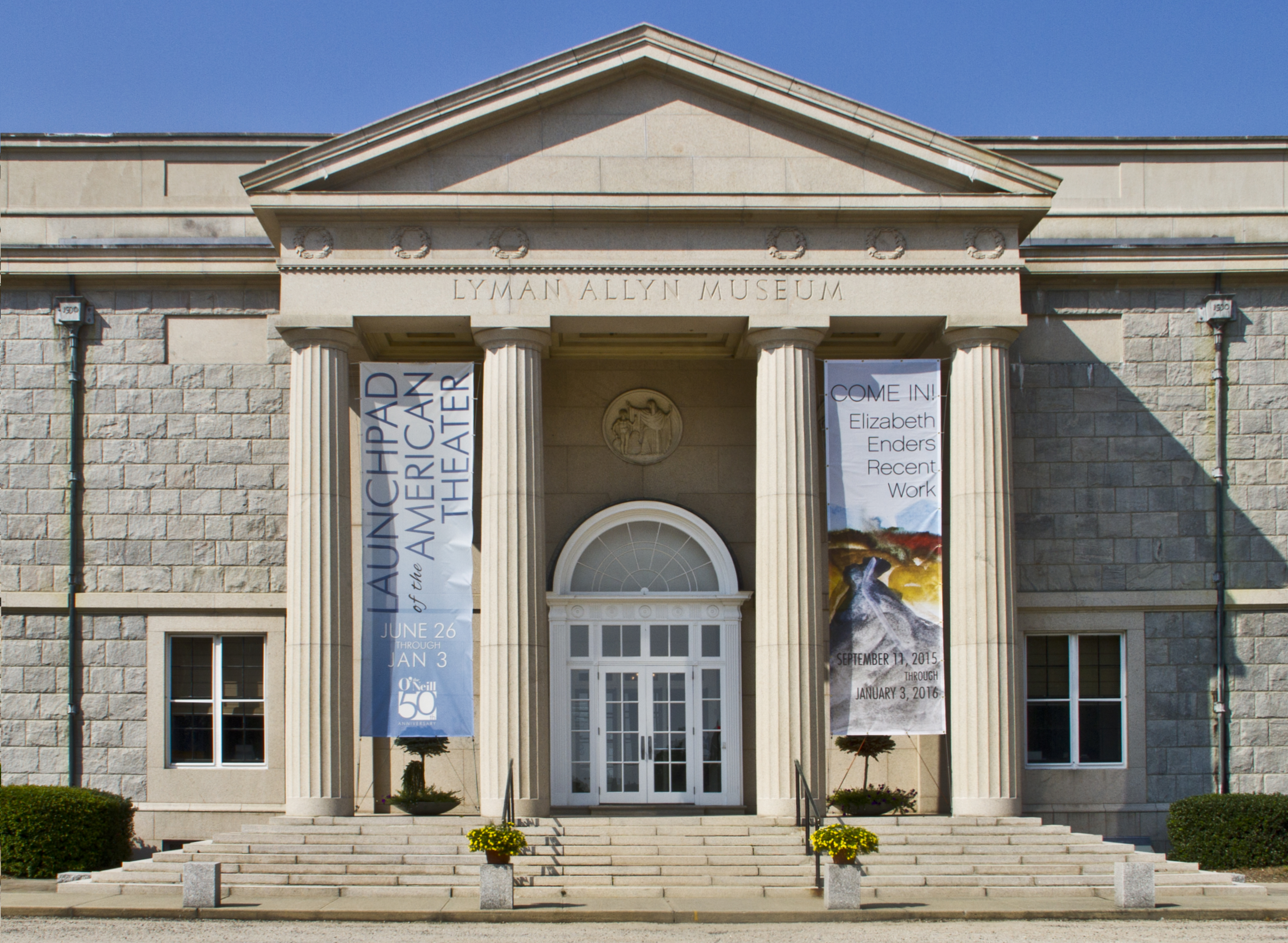
ライマン・アリン美術館
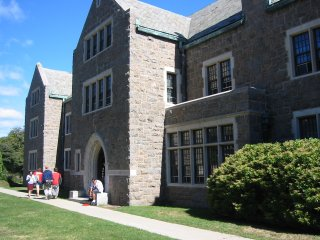
学内に現存する最古の学生寮の1つ、ブラックストーン・ハウス

## カリキュラム
コネチカット・カレッジでは、4年間の学びは「コネクションズ」（Connections）と呼ばれ、1-4年次はそれぞれ、「探検」（Explore）・「成長」（Grow）・「経験」（Experience）・「振り返り」（Reflect）の年と位置付けられている。同学に入学した学生は、まず1年次セミナーを受講することから始まる。この1年次セミナーは、学生が多岐にわたるテーマの中から1つを選択し、少人数の講義の中で、同学での学びにおいて必要となるプレゼンテーションや作文のスキルを身に付けるとともに、同学の使命や、中核となる価値観、コミットメントを学ぶことを目的としている。また、1-2年次の間に、コンコース（ConnCourse）と呼ばれる、現実社会の諸問題に即した学際的な講義を受講する。これらの講義は、学生が幅広い、多角的なものの見方・考え方を身に付けることを目的としている。加えて、学生は2年次終了までの間に、11言語（アラビア語・中国語・フランス語・ドイツ語・ギリシア語・ヘブライ語・イタリア語・日本語・ラテン語・ロシア語・スペイン語）の中から1つ、外国語科目を履修する。そして、学生は2年次の第2セメスター中に定められた期限までに、自らの専攻を決定する。3年次には、各々の専攻分野の学びを進めると共に、留学やインターンシップ等の形で、自らの学びを学外でも応用する。そして4年間の学びは、全学シンポジウムを以って締めくくられる。

## 倫理規定
コネチカット・カレッジには、学生が1922年に制定した、信頼と相互尊重に基づく倫理規定（Honor Code）がある。このような倫理規定自体は全米的に珍しいものではないが、コネチカット・カレッジにおいては、学生が運営する名誉理事会（Honor Council）によって維持されているという点が特徴的である。
古代アテナイの市民の誓いに倣って、コネチカット・カレッジの倫理規定には次のように記されている。

We will never, by any selfish or other unworthy act, dishonor this our College; individually and collectively we will foster her ideals and do our utmost to instill a respect in those among us who fail in their responsibility; unceasingly we will strive to quicken a general realization of our common duty and obligation to our College. And thus in manifold service we will render our Alma Mater greater, worthier, and more beautiful.

（訳）私たちは決して、身勝手やその他相応しくない行動によって、本学の名誉を貶めるようなことはしません。個人としても、そして集団としても、私たちは本学の理想を心に抱き、もしも私たちの中にその責任を果たし損ねる者がいれば、その責任を果たさせるよう最大限尽力します。私たちが本学に対して果たすべき、共通の責務および義務をいち早く達成できるよう、私たちは絶えず努めます。そして、私たちの母校をより素晴らしい、より価値のある、より美しいものにするために、私たちは多岐にわたり尽力します。

この倫理規定は学生たちの間でとても大切にされており、それ故に学生、教員、および管理系職員の間の強い信頼関係につながっている。オリエンテーションの間、この倫理規定は新入生に対して徹底的に説明される。入学時には、新入生は下記の誓約に署名し、この倫理規定の遵守意思を示す。

I accept membership into Connecticut College, a community committed to cultural and intellectual diversity. I understand my obligation to this community under the Honor Code and pledge to uphold standards of behavior governed by honor. I pledge to take responsibility for my beliefs, and to conduct myself with integrity, civility, and the utmost respect for the dignity of all human beings. I pledge that my actions will be thoughtful and ethical and that I will do my best to instill a sense of responsibility in those among us who falter.

（訳）私はコネチカット・カレッジという、文化的・知的多様性を約束するコミュニティへの加入を受け入れます。私はこの倫理規定の下に、このコミュニティに対する義務を理解し、この規定において定められた行動規範を支持することを誓約します。私は自らの信条に責任を持ち、清廉で、礼儀正しく、人類全ての尊厳を最大限に尊重した行動を取ることを誓約します。私は思慮深く、倫理的に行動すること、そして、もしも私たちの中に責任を果たし損ねる者がいれば、その責任を果たさせるよう最大限尽力することを誓約します。

また、この倫理規定遵守の一環として、学生は学内で受ける全ての試験に際し、I promise not to give or receive aid on this exam.（私はこの試験において、いかなる助けも与えたり、受けたりしないことを約束します）と記し、署名をすることが義務付けられている。

## 註
1. ↑  詩篇 1:3
2. ↑  College Motto and Seal. Connecticut College. 2020年3月18日閲覧.
3. 1 2 3 4 5  Connecticut College. U.S. News & World Report. 2019年. 2020年3月18日閲覧.
4. 1 2  History & Traditions. Connecticut College. 2020年3月18日閲覧.
5. 1 2 3 4  About Connecticut College. Connecticut College. 2020年3月18日閲覧.
6. ↑  Visual Identity Manual. p.17. Connecticut College. 2020年3月18日閲覧.
7. ↑  Wesleyan University: A Brief History. Wesleyan University. 2020年3月19日閲覧.
8. ↑  Bergeron, Katherine. A History of Excellence: A Look Back at Connecticut College's First Century. p.2. Connecticut College. 2020年3月19日閲覧.
9. ↑  "Connecticut College Goes Fully Coed". pp.1, 16. New London, Connecticut: The Day. 1969年1月8日.
10. ↑  Academics. Connecticut College. 2020年3月19日閲覧.
11. ↑  Greene, Howard and Matthew W. Greene. Greenes' Guides to Educational Planning: The Hidden Ivies, 3rd Edition: 63 of America's Top Liberal Arts Colleges and Universities. New York: HarperCollins. 2016年. ISBN 978-0062420909.
12. ↑  Best Colleges 2020: National Liberal Arts Colleges Rankings. U.S. News & World Report. 2019年. 2020年3月19日閲覧.
2020年版（2019年発行）では46位であった。
13. ↑  Map of the Connecticut College Arboretum. Connecticut College. 2020年3月23日閲覧.
14. 1 2 3 4  Campus Map. Cnnecticut College. 2020年3月23日閲覧.
15. ↑  Louis Comfort Tiffany in New London. Lyman Allyn Art Museum. 2020年3月23日閲覧.
16. ↑  American Perspectives. Lyman Allyn Art Museum. 2020年3月23日閲覧.
17. ↑  Playthings of the Past. Lyman Allyn Art Museum. 2020年3月23日閲覧.
18. ↑  Permanent Exhibitions. Lyman Allyn Art Museum. 2020年3月23日閲覧.
19. ↑  Home. The Williams School. 2020年3月23日閲覧.
20. ↑  Blackstone House. Connecticut College. 2020年3月23日閲覧.
21. 1 2  Connections. Connecticut College. 2020年3月22日閲覧.
22. ↑  About Connections. Connecticut College. 2020年3月22日閲覧.
23. ↑  ConnCourses. Connecticul College. 2020年3月22日閲覧.
24. ↑  Foreign Language Requirements. Connecticut College. 2020年3月22日閲覧.
25. ↑  Determining a Major. Connecticut College. 2020年3月22日閲覧.
26. ↑  All-College Symposium. Connecticut College. 2020年3月22日閲覧.
27. 1 2 3 4  The Honor Code. Connecticut College. 2020年3月25日閲覧.